# Bagaméri
Bagaméri Csukás István Keménykalap és krumpliorr című ifjúsági regényének (1973), valamint az ebből készült négyrészes tévésorozatnak (1974) egyik szereplője, az „elátkozott fagylaltos”. Szerepe szerint a gyerekek legfőbb konkurense egy állatrablás (a könyvben görög teknősök, a filmben majmok) ügyében történő nyomozás során. A filmben a szerepet Alfonzó alakította.

## Jellemzése
|  | Alább a cselekmény részletei következnek! |

Bagaméri egy régivágású cukrász kisiparos. Noha a gyerekek Elemérnek nevezik, fagylaltoskocsiján a Bagaméri Jácint név olvasható. Egyedül dolgozik kis külvárosi műhelyében, fagylaltját maga készíti. A kor szokása szerint fagylaltos triciklijével megy minden nap árulni egy térre. Egykoron a város egyik legismertebb fagylaltosa volt, de a gyerekek körében elterjedt róla, hogy mérgezett, de legalábbis ehetetlen fagylaltot árul, azóta szinte senki sem vásárol tőle. Mivel a fagylaltja továbbra is jó, nem érti a pletyka okát, úgy érzi, hogy meg van átkozva. Már maga sem hisz a sikerben, munka közben rezignáltan és fásultan ismételgeti szlogenjét: „itt van, megjött Bagaméri, ki a fagylaltját maga méri”.
Alapvetően jóindulatú és szeretetre vágyó, de a külvilág hatására kissé mogorva úriember. Bizalmatlan, intrikus, magának való, ugyanakkor kissé naiv és hiszékeny, állandóan felül a gyerekek beugratásának. Néha megkéri a helyi parkőrt, hogy helyettesítse fagylaltot árulni, de az is állandóan becsapja, a fagylaltját megeszi, az esetleges bevételt elsikkasztja. Bagaméri családi állapotát tekintve egyedülálló, de van egy kutyája.
Történetünkben a gyerekekkel versengve próbál meg elrabolt állatokat a felkínált jutalomért megtalálni, eközben a legrafináltabb álruhákat ölti, tűzoltónak, vagy akár idős nőnek is beöltözik, de mindig ugyanazt a leffentyűs cipőt viseli és bajuszáról is elfelejtkezik, ezért minden esetben felsül.
Fiatal korában lehet, hogy artistaként is dolgozott, mert járatos egyes cirkuszi mutatványokban. A történet végére kiderül, hogy alapvetően jólelkű és segítőkész ember, így megszűnik róla az „átok”, ismét népszerű fagylaltossá válik, akit a gyerekek szeretnek.

## A könyv és a film eltérései

### Foglalkozása
Bagaméri a könyvben csupán fagylaltos. A filmben azonban kiérdemesült artista, aki mindenhez ért, amihez egy cirkuszban csak érteni lehet.

### Neve
A könyvből nem derül ki a keresztneve. A filmből egyértelműen megtudjuk, hogy Jácintnak hívják, mindazonáltal sokan úgy emlékeznek rá, mint „Bagaméri Elemér”. Ennek oka a IV. rész címe: „Éljen Bagaméri Elemér!”, amely egy idézet a film utolsó jeleneteinek egyikéből.

### Jelentősége
Bagaméri komoly szerepet kap a könyvben is, a filmben azonban – Alfonzó parádés alakításában – szinte ő válik a történet főszereplőjévé.

### Álcázása
Bagaméri mind a könyvben, mind a filmben többször álcázza magát a nyomozás során. Utóbbiban ezt mesteri fokon műveli, azonban jellegzetessége, hogy állandóan ugyanabban a cipőben jár, s emiatt folyton lebukik a gyerekek előtt.

### Fagylaltja
A filmben a gyerekek azt terjesztik róla, hogy mérgezett fagylaltot árul. A könyvben csupán arról szól a pletyka, hogy Bagaméri fagylaltja ehetetlen, a mérgezettségre csak egyetlen, epizód szintű utalás történik.

### Kapcsolata a gyerekekkel
Noha Bagaméri és a gyerekek a regényben többször is keresztezik egymás útját, a film kifejezetten az ő harcukra van kihegyezve: a gyerekek lépten-nyomon kibabrálnak vele. Ennek megfelelően kibékülésük is különböző: a nyomozásban felsült, mogorva fagylaltos a könyvben lehetőséget kap, mintegy vigaszdíjként, hogy árulja a fagylaltját a cirkuszelőadás szünetében. A filmben ő menti meg a bukásra ítélt előadást, mivel számtalan produkcióban nyújt jelentős segítséget a gyerekeknek.

## Híres mondatai
- „Itt van, megjött Bagaméri, ki a fagylaltját maga méri!”
- „Meg vagyok átkozva!”
- „Egy Bagaméri nem alkuszik!”
- „A kankalin sötétben virágzik!”
- „Ez életem legszebb napja!”
- „Lajoska, hopp...”

## Bagaméri emlékezete
Kardos G. György Gyere vissza, Bagaméri! címmel gondolja tovább a fagylaltos jövőjét.

## Az igazi Bagaméri
A Kisújszálláson született Csukás István egy helyi cukrászüzlet tulajdonosáról, Bagaméri Mihályról mintázta az elátkozott fagylaltost, akiről bronzszobrot készített Pintér Attila szobrászművész, helyi művésztanár. A szobrot Kisújszálláson, a hajdani vigadó épülete előtt állították fel 2013. szeptember 26-án.